# Монастириський деканат УГКЦ
Монастириський деканат (протопресвітеріат) Бучацької єпархії УГКЦ — релігійна структура УГКЦ, що діє на території Тернопільської області України.

## Історія

### Минуле
У 1832 році до складу деканату входили парафії Бариш, Григорів, Яргорів, Ковалівка, Монастириська, Озеряни, Порхова, Стінка, Велеснів, Зубрець. У 1843 році після проведення адмінреформи УГКЦ Монастириський деканат був скасований, а всі його 10 парафій включили до складу Бучацького деканату.

## Декани
Декан (протопресвітер) Монастириський — о. Ігор Джиджора.

## Парафії деканату
| Парафії                                  | Населені пункти     |
| ---------------------------------------- | ------------------- |
| Святого архістратига Михаїла             | с. Бертники         |
| Перенесення мощей святого Миколая        | с. Велеснів         |
| Святого Василія Великого                 | с. Високе           |
| Святого Теодосія Печерського             | с. Горішня Слобідка |
| Успіння Пресвятої Богородиці             | с. Горожанка        |
| Собору Пресвятої Богородиці              | с. Григорів         |
| Зіслання Святого Духа                    | с. Доброводи        |
| Успення Пресвятої Богородиці             | с. Дубенка          |
| Святих верховних апостолів Петра і Павла | х. Долішня Слобідка |
| Святих верховних апостолів Петра і Павла | с. Завадівка        |
| Різдва Пресвятої Богородиці              | с. Залісся          |
| Собору Пресвятої Діви Марії              | с. Заставці         |
| Святого Миколая                          | с. Ковалівка        |
| Чуда святого архістратига Михаїла        | с. Коржова          |
| Покрови Пресвятої Богородиці             | с. Маркова          |
| Воздвиження Чесного Хреста Господнього   | м. Монастириська    |
| Введення в храм Пресвятої Богородиці     | м. Монастириська    |
| Святого архістратига Михаїла             | с. Нова Гута        |
| Святого архістратига Михаїла             | с. Олеша            |
| Святого апостола Івана Богослова         | с. Підлісне         |
| Собору святого Івана Хрестителя          | с. Савелівка        |
| Покрови Пресвятої Богородиці             | с. Чехів            |
| Святого великомученика Димитрія          | с. Швейків          |